# エリー・ルルーシュ
エリー・ルルーシュ（Elie Lellouche、1952年3月5日 - ）は、フランスの元調教師。
騎手として10年間で170勝を挙げた後に、1978年に調教師免許を取得。
1979年7月にサンクルー競馬場で初勝利を挙げる。平地競馬・障害競馬の双方で実績を積み上げ、1989年にダニエル・ウィルデンシュタインの専属調教師になり、トップレベルの管理馬を得ることとなる。この時期の代表馬にはエペルヴィエブルーなどがいるが、ウィルデンシュタインとの契約は1993年に解除される。しかしその後もフランス競馬での活躍は続き、1996年には自身の代表管理馬と言えるエリシオで凱旋門賞を制覇した。2001年にウィルデンシュタインがアンドレ・ファーブルと確執の末に決別すると、再びその専属調教師に復帰。その後、アクアレリスト・ブライトスカイで2年連続ディアヌ賞（仏オークス）を制している。
2018年2月、調教師引退を表明した。

## 主な管理馬
- オード（1990年ジャパンカップ2着）
- エペルヴィエブルー（1990年リュパン賞、ジョッケクルブ賞（仏ダービー）2着、凱旋門賞2着、1991年サンクルー大賞）
- ピストレブルー（1990年クリテリウムドサンクルー、1992年サンクルー大賞）
- ダンスーズドゥソワール（1991年プール・デッセ・デ・プーリッシュ（仏1000ギニー）、フォレ賞）
- ヴェールタマンド（1993年ガネー賞）
- ビッグストーン（1993年サセックスステークス、クイーンエリザベス2世ステークス、1994年イスパーン賞、フォレ賞）
- エリシオ（1996年・1997年サンクルー大賞、1996年リュパン賞、凱旋門賞、1997年ガネー賞）
- アクアレリスト（2001年ディアヌ賞、ヴェルメイユ賞、凱旋門賞2着、2002年ガネー賞）
- ブライトスカイ（2002年ディアヌ賞、オペラ賞）
- ウェスターナー（2003年・2004年カドラン賞、ロワイヤルオーク賞、2005年アスコットゴールドカップ、凱旋門賞2着）
- ヴァレーアンシャンテ（2003年香港ヴァーズ）